# La Palma, Pueblo Nuevo
La Palma är en ort i Mexiko.   Den ligger i kommunen Pueblo Nuevo och delstaten Durango, i den centrala delen av landet, 800 km nordväst om huvudstaden Mexico City. La Palma ligger 831 meter över havet och antalet invånare är 166.
Terrängen runt La Palma är varierad. Runt La Palma är det mycket glesbefolkat, med 6 invånare per kvadratkilometer. Närmaste större samhälle är Mesa de San Pedro, 8,1 km sydost om La Palma. I omgivningarna runt La Palma växer huvudsakligen savannskog.